# 本郷淳
本郷 淳（ほんごう じゅん、1932年〈昭和7年〉11月1日 - 2000年〈平成12年〉8月15日）は、日本の俳優。東京都世田谷区梅丘出身。

## 来歴・人物
自由学園高等科卒業。俳優座養成所第3期生。養成所卒業後、劇団三期会(後の東京演劇アンサンブル)設立に参加し、劇団の主要メンバーとして活躍する。
1993年には東京演劇アンサンブルによるチェーホフの『かもめ』のロシア公演にて、シャムラーエフ役でモスクワ芸術座の舞台に立った。
父は彫刻家の本郷新。妻は女優の柳川慶子。息子は俳優の本郷弦（無名塾所属）
趣味は水泳、スキューバダイビング、スキーで、日本環境潜水協会を設立し、その代表も務めていた。
2000年8月15日、鹿児島県川辺郡笠沙町（現・南さつま市）の宇治群島近海でスキューバダイビング中に事故死。67歳だった。

## 後任
本郷の死後、持ち役を引き継いだ人物は以下の通り。
- 斧アツシ - 『ルパンは今も燃えているか?』：プーン

## 出演作品

### テレビドラマ
- ダイヤル110番（1957年、日本テレビ）
- バス通り裏（1958年、NHK） - 哲
- てんてこママさん（1964年、東京12チャンネル） - パパ
- 特別機動捜査隊 第200話「女の終着駅」（1965年、NET / 東映）
- おはなはん（1966年、NHK）
- 刑事さん 第2シリーズ 第9話「タレ込み」（1968年、NET / 東映）
- 三匹の侍
  - 第6シリーズ 第8話「犬侍奮戦録」（1968年） - 飼育係
  - 第6シリーズ 第25話「夜明け」（1969年） - 滝口
- 東京バイパス指令（1968年、日本テレビ）
- 新・日本剣客伝（1969年、NET / 東映）
- ゼロファイター（1969年、フジテレビ）
- 鬼平犯科帳　第1シリーズ 第32話「まじめの新助」（1970年、NET / 東宝） - 佐々木新助
- 大忠臣蔵（1971年） - 建部喜六
- 笹沢佐保 峠シリーズ 第4話「鬼首峠に捨てた鈴」（1972年、フジテレビ / C.A.L） - 板前の勘吉
- 荒野の素浪人 第64話「魔の山 死の片道切符」（1973年） - 弥市
- もしも……（1973年、東海テレビ）
- 江戸を斬る（1975年、TBS） - 惣助
- お耳役秘帳 第2話「噂」（1976年、KTV / 歌舞伎座テレビ） - 熊蔵
- 水戸黄門（TBS / C.A.L）
  - 第6部 第21話「ど根性河内節 ‐八尾‐」（1975年8月18日） - 治兵衛
  - 第7部 第16話「突っ走れ!! 韋駄天野郎 -鶴岡-」（1976年9月6日） - 平助
  - 第9部 第5話「黄門様のそっくりさん -仙台-」（1978年9月4日） -  利助
  - 第11部 第22話「黄門様の子守唄 -伊勢原-」（1981年1月12日） - 伍平
  - 第12部 第15話「娘意気地の生一本 -柳井-」（1981年12月7日） - 源助
  - 第13部 第16話「死を賭けた裏切り -鳥取-」（1983年1月31日） - 弥助
  - 第15部 第24話「女掏摸 弁天お京 -宮津-」（1985年7月8日） - 小西屋の番頭
  - 第16部 第28話「娘を救った偽黄門 -弘前-」（1986年11月3日） - 源次
- 祭ばやしが聞こえる（1977年、日本テレビ）
- 砂の器（1977年、フジテレビ） - 三木謙一
- 土曜ワイド劇場「田舎刑事1・時間よ、とまれ」（1977年7月2日、ANB / テレパック） - 高瀬刑事
- 白昼の死角（1979年、TBS）
- 長七郎江戸日記（1983年、日本テレビ）
- 大岡越前（TBS / C.A.L）
  - 第6部 第26話「謎の連続殺人事件」（1982年8月30日） - 源七
  - 第8部 第15話「厩火事殺人事件」（1984年10月29日） - 佐平

### 映画
- 泣虫記者（1952年）
- 沖縄健児隊（1953年）
- 十代の性典（1953年）
- 真白き富士の嶺（1954年）
- 十代の秘密（1954年）
- 第五福竜丸（1959年）
- 日蝕の夏（1956年）
- 夜の流れ（1960年）
- 赤坂の姉妹より 夜の肌（1960年）
- 東京夜話（1961年）
- あばれ騎士道（1965年）
- 涙くんさよなら（1966年）
- 逃亡列車（1966年）
- 私は泣かない（1966年）
- 拳銃は俺のパスポート（1967年）
- 残雪（1968年）
- 富士山頂（1970年）
- 沖縄（1970年）
- 教室二〇五号（1974年）
- 鬼の詩（1975年）
- おんなの寝室 好きくらべ（1978年）
- 希望ヶ丘夫婦戦争（1979年）
- ハードスキャンダル 性の漂流者（1980年）
- 奴隷契約書（1982年）
- 国東物語（1985年）
- 母さんの樹（1986年）
- トリナクリア PORSCHE 959（1987年）
- 密約 外務省機密漏洩事件（1988年）

### 舞台
- 真田風雲録（1962年、劇団三期会・劇団新人会・劇団青年座・劇団仲間・俳優小劇場合同公演） -　かわうその六[5]
- 海鳴りの底から（1963年、劇団三期会） -　山善右衛門[6]
- 男は男だ（1964年、劇団三期会） -　フェアチャイルド※木村幌とのダブルキャスト[7]
- 秩父困民党（1969年、東京演劇アンサンブル） -　坂本宗作[8]
- 明日を紡ぐ娘たち
- 真夏の夜の夢

### テレビアニメ
- ルパン三世 (TV第1シリーズ)（1971年） - プーン[要出典]
- 白い牙 ホワイトファング物語（1982年） - グレー・ビーヴァ

### 特撮
- ウルトラシリーズ
  - ウルトラQ 第7話「SOS富士山」（1966年2月13日） - 火山研究所・早川技官
  - ウルトラマンA 第31話「セブンからエースの手に」（1972年11月3日） - バクおじさん・貘山

### バラエティ
- サンデー志ん朝（1962年 - 1965年）

## 著作
- おやじとせがれ―彫刻家 父 本郷新の思い出、求龍堂 (1994/9/1)